# 武吉巴督
武吉巴督（英語：Bukit Batok，泰米尔语：புக்கிட் பாத்தோக்）是位于新加坡西区的一個新加坡規劃區和住宅區。据统计，武吉巴督是新加坡共和国面積第25大、人口第12大和人口密度第11大高的新加坡規劃區。武吉巴督坐落在贡巴克苏长岩上，因此武吉巴督在20世纪中叶成為新加坡的一個沙石场。